# Lea Ann Parsley
Lea Ann Parsley (12 giugno 1968) è un'ex skeletonista statunitense.

## Palmarès

### Olimpiadi
- Argento a Salt Lake City 2002.